# Nili Goren
Nili Goren (* 24. Mai 1933 in Utrecht als Jacqueline van der Hoeden) ist eine jüdische Zeitzeugin und Überlebende des Holocaust.

## Leben
Jacqueline van der Hoeden wurde als jüngstes von vier Kindern geboren. Ihr Vater Jacob van der Hoeden war Tierarzt und Dozent an der Utrechter Universität. Den Vornamen Jacqueline definierten die Eltern als eine Zusammensetzung aus dem Vornamen des Vaters mit Lien, dem Vornamen der Mutter. Jacquelines Spitzname wurde dann Lieneke. Dieser typisch niederländische Name, in Verbindung mit ihren blauen Augen und den guten Beziehungen des Vaters, habe sie angeblich weitestgehend vor der Verfolgung durch die Nationalsozialisten bewahrt und ihr Leben gerettet, sagte sie später.
Als im Sommer 1942 die Deportation der Juden in den Niederlanden begann, trennte sich die Familie, um ein Überleben zu sichern. Die vier Kinder wurden aufgeteilt, zu befreundeten Familien aufs Land geschickt und dort versteckt. Von Oktober 1942 bis April 1943 lebte Lieneke van der Hoeden zunächst zusammen mit ihrer älteren Schwester Rachel bei der Familie Cooymans in St. Oedenrode. Als die Familie Cooymans in Verdacht geriet, Juden zu begünstigen, mussten sich die Schwestern trennen und kamen zu anderen Freunden der Eltern. Lieneke van der Hoeden lebte fortan in dem kleinen Dorf Den Ham bei Hein Kohly, wo sie sogar „Post“ von ihrem Vater erhalten konnte.
Kohly war im Widerstand organisiert und bekam über seine geheimen Verbindungen die illustrierten und zu kleinen Heften gebundenen Briefe des Vaters. Nach und nach gingen insgesamt neun Briefe ein. Lieneke van der Hoeden durfte jedes neue „Brief-Heft“ nur einen Tag lang behalten; danach sollte es von Kohly vernichtet werden, damit bei einer ständig zu befürchtenden Durchsuchung durch die Gestapo kein gefährliches Beweismaterial vorgefunden würde. Nach Ende des Zweiten Weltkriegs bekam Lieneke van der Hoeden jedoch unerwartet alle Briefe von Kohly ausgehändigt. Er hatte sie in einer Dose unter einem Apfelbaum im Garten versteckt und es nach eigener Aussage „nicht übers Herz gebracht“, die Briefe zu vernichten. Jeder Brief hätte ja das letzte Lebenszeichen des Vaters seines Schützlings sein können.
Schon drei Wochen nach Kriegsende konnte Lieneke van der Hoeden von ihrem Vater abgeholt werden. Außer der Mutter, die in der Zeit des Versteckens gestorben war, überlebten die Familienmitglieder die nationalsozialistische Judenverfolgung. Später sagte Nili dazu: „Wenn man bedenkt, was andere erlebt haben im Holocaust, kann ich doch sehr glücklich sein.“ Nach dem Krieg wanderte die Familie nach Israel aus. Lieneke van der Houden heiratete dort; sie heißt heute Nili Goren und hat drei Kinder und sechs Enkelkinder. Ihr Vater verstarb 1980 im Alter von 76 Jahren.
Die israelische Gedenkstätte Yad Vashem ehrte die Ehepaare Cooymans und Kohly als Gerechte unter den Völkern und ebenso die Ehepaare Roelofsen, bei dem Lienekes Bruder Baruch und die älteste Schwester Hanna untergekommen waren, und Numans, wo Rachel den zweiten Unterschlupf fand.
Die originalen Briefe übergab Nili Goren vor wenigen Jahren dem israelischen Kindermuseum Yad LaYeled. Dort wurden sie von der französischen Schriftstellerin Agnès Desarthe entdeckt, die Kontakt mit Nili Goren aufnahm und deren Schicksal in Gesprächen erkundete und festhielt. Desarthe veröffentlichte 2007 in Frankreich die neun Hefte von Jacob van der Hoeden zusammen in einer Schuberausgabe; in einem zehnten Heft erzählt sie die Geschichte, die sich dahinter verbirgt. 2009 erschien in einer Übersetzung von Edmund Jacoby in dessen Berliner Verlagshaus Jacoby & Stuart die deutsche Ausgabe Lienekes Hefte; sie wurde im gleichen Jahr mit dem Literaturpreis Luchs des Monats (Nr. 266) ausgezeichnet.